# Йонсан
Йонсан (кор. 영산?, 靈山?) — поселение в Южной Корее, самая почитаемая святыня вон-буддизма. Место рождения Сотэсана, основателя вон-буддизма.
Расположено в местечке Киллён-ни (кор. 길룡리?, 吉龍里?) в Южной Корее, провинции Чолла-Намдо, уезда Йонгван. В Йонсане имеются девять молитвенных вершин (구인봉), дом, где родился Сотэсан, памятный знак просветления, осушенные учениками Сотэсана рисовые поля Чон Гван Пхён (정관평), Институт Изучения Дзэна в Йонсане (영산선학대학교).